# گفر

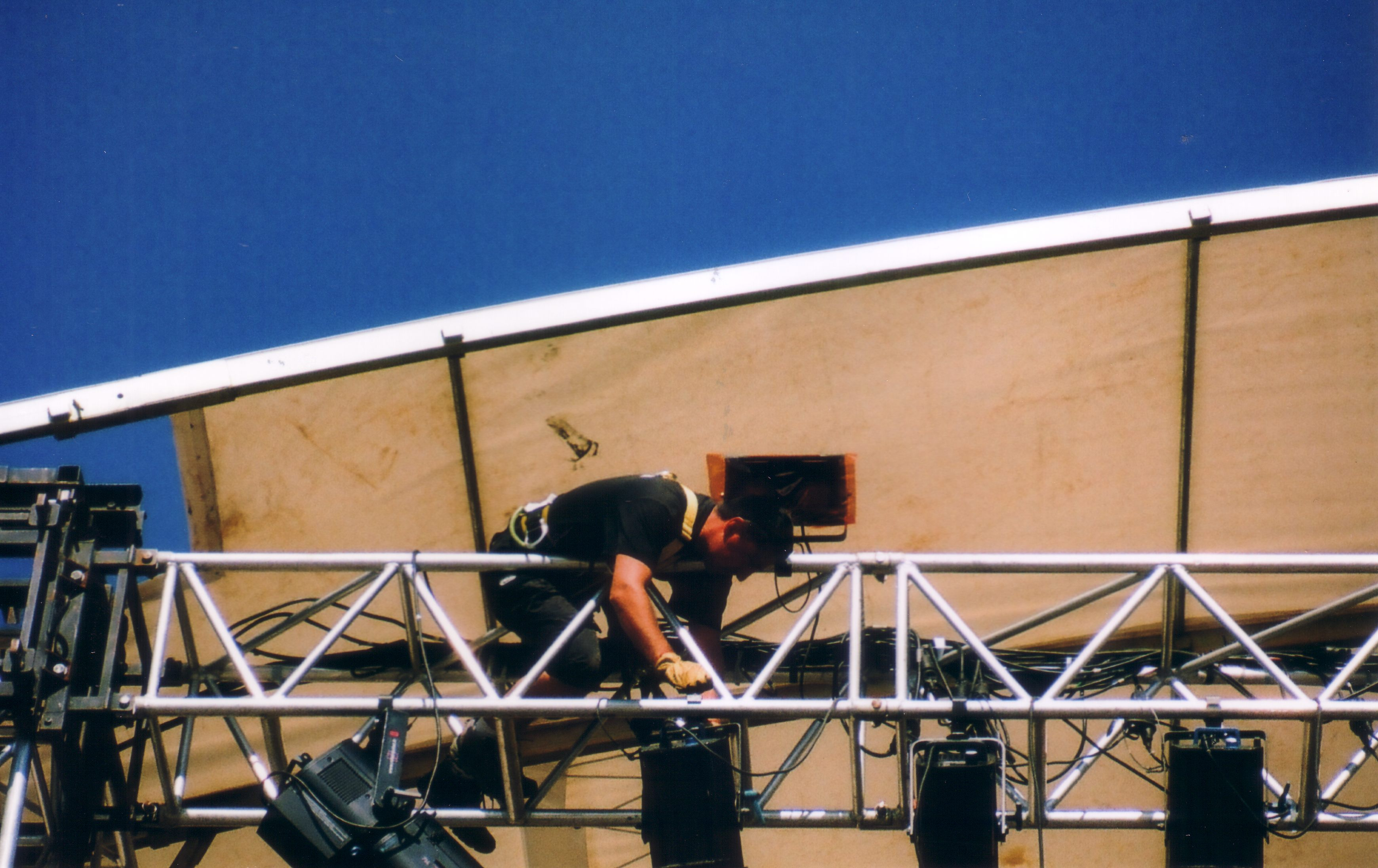
یک گفر در حال اتصال نورها

گفر (به انگلیسی: gaffer)یکی از عوامل گروه نورپردازی در فیلم‌های تلویزیونی و سینمایی است. وظیفه گفر این است که چراغ‌های نورپردازی را طبق دستور مدیر فیلمبرداری یا نورپرداز مستقر کند. او همچنین باید برق ابزارهای نورپردازی را تأمین کند. علاوه بر آن فیلترها و تلطیف کننده‌های نوری را به منظور ایجاد نوری نرم و مؤثر بر روی چراغ‌ها قرار دهد. البته گفر صرفاً یک مسئول فنی است و همهٔ این کارها را بر طبق نظر مدیر فیلمبرداری یا نورپرداز انجام می‌دهد. گاهی اوقات از گفر به عنوان سرپرست فنی نورپردازی (Chief Lighting Technician) یا به‌طور خلاصه CLT یاد می‌کنند.
ریشه واژه گفر احتمالاً به روزهای آغازین فیلمبرداری در سینما بازمی‌گردد. آن زمان هنوز چراغ‌های نورپردازی ابداع نشده بودند و از نور خورشید برای نورپردازی صحنه استفاده می‌شد. در استودیوهای اولیه در برابر نور خورشید پارچه‌های سیاه بزرگی را به قلاب‌ها یا میله‌هایی که Gaff نام داشتند، متصل می‌کردند. گفرها در آن دوران وظیفه داشتند که این گف‌ها را جابه‌جا کنند و اجازه دهند که نور از زوایای مختلف به صحنه بتابد.